# Selle français

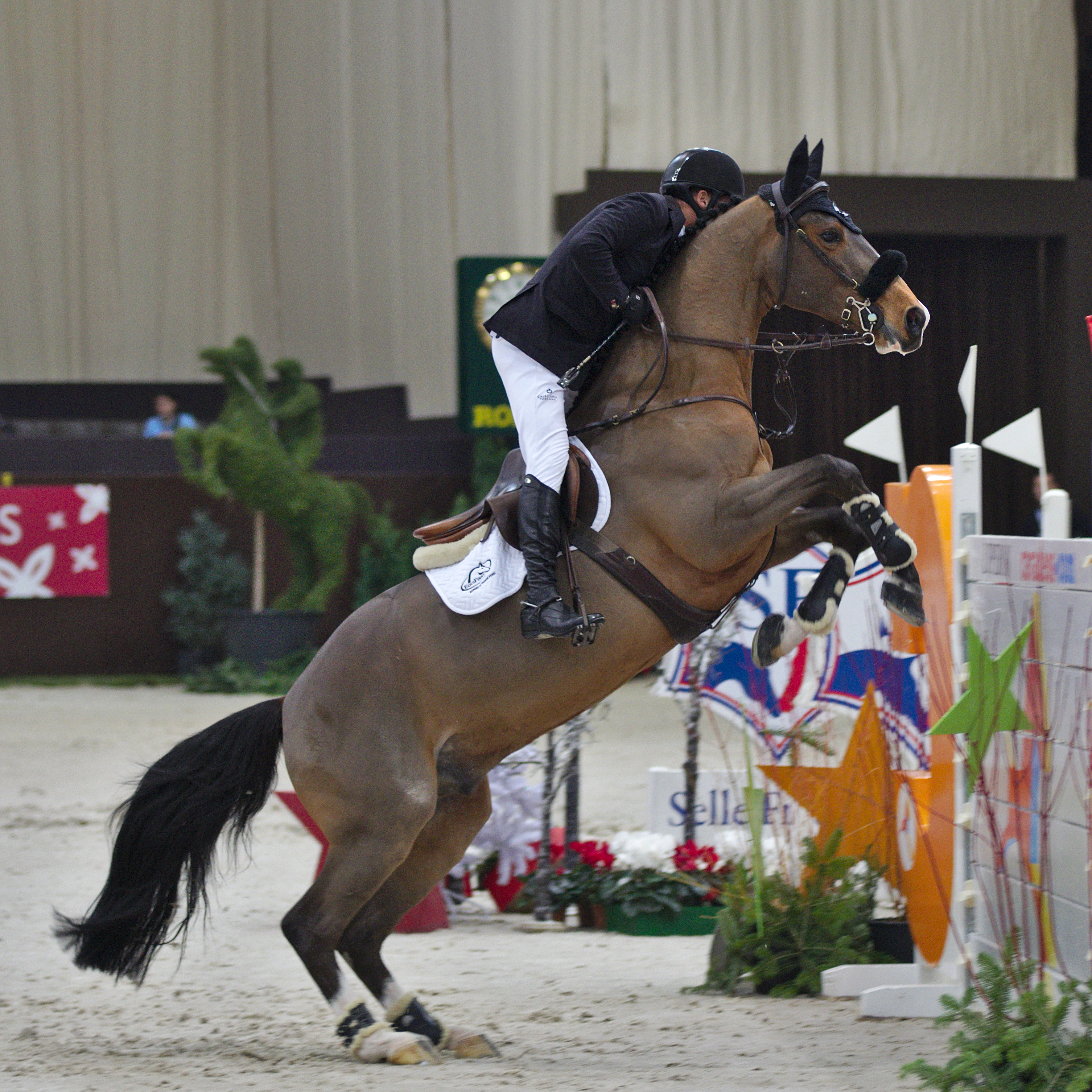
La o competiție internațională din 2013

Selle français (din franceză cheval de selle français - cal de călărie francez) sau calul de sport francez este o rasă de cai de sport din Franța. Este renumit în primul rând pentru succesul său în săriturile peste obstacole, dar mulți au avut succes și în dresaj și proba completă. Un cal atletic cu aluri bune, de obicei este murg sau roib. Selle français a fost creat în 1958, când mai multe rase franceze de cai au fost îmbinate în cadrul unui singur registru genealogic. Noua rasă era menită să fie un cal de sport unificat într-o perioadă în care caii erau înlocuiți de mecanizare și se transformau în animale folosit mai ales pentru sport și agrement.
Crescut în toată Franța, selle français a fost exportat în întreaga lume, cu registre genealogice suplimentare formate în Marea Britanie și Statele Unite. Caii înscriși în registrele genealogice trebuie să fie supuși inspecțiilor care să le aprecieze constituția, alurile și performanța. Caii de alte rase care trec inspecția, inclusiv cei de rasele pursânge englez, arabă, anglo-arabă și trăpaș francez, obțin dreptul sa fie folosiți pentru reproducere, descendenții lor putând fi înregistrați ca selle français. Selle français s-a dovedit a avea succes în competițiile de nivel internațional în multe discipline ecvestre. Acești cai de cele mai multe ori iau parte la sărituri peste obstacole, probă completă și dresaj, deși participă și la competiții de atelaje, voltijă ș.a. Selle français și călăreții lor au câștigat numeroase medalii la Jocurile Olimpice de vară și Jocurile Ecvestre Mondiale, formând întregi echipe franceze medaliate cu aur la obstacole la Jocurile Ecvestre Mondiale din 2002 și la proba completă la Jocurile Olimpice de vară din 2004.

## Caracteristici

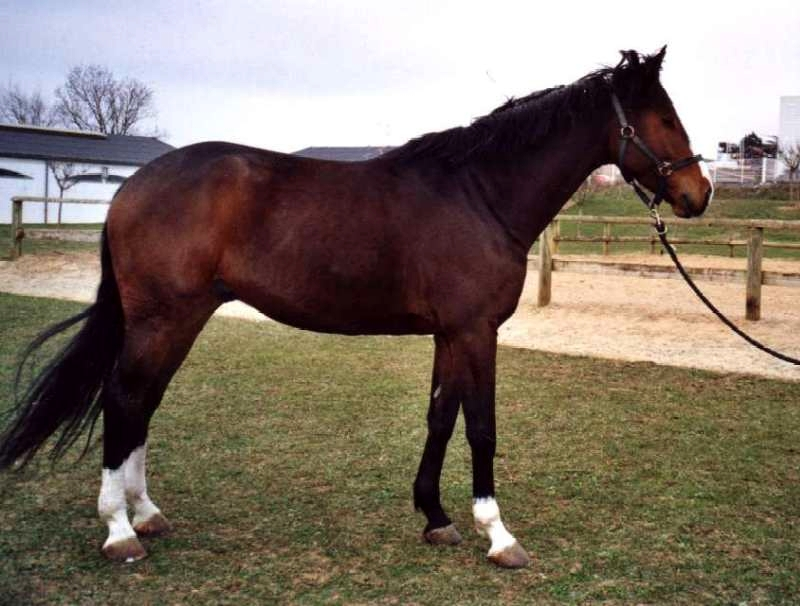
Un selle français

Datorită diversității raselor care au contribuit la selle français nu există un standard al rasei stabilit. Înălțimea poate varia de la 155 până la 180 cm, deși, deoarece sunt folosiți în calitate de cai de sport, majoritatea selle français au de obicei o înălțime relativ mare de 165-170. Este un cal atletic cu aluri echilibrate, armonioase și puternice.  Unele trăsături morfologice sunt aceleași pentru întreaga rasă. Fruntea este largă,  iar profilul facial este drept sau convex. Gâtul este puternic și destul de lung, bine legat de greabăn, iar spatele drept. Crupa este alungită, musculoasă și puțin oblică, iar puternicele membre posterioare sunt un avantaj în săriturile peste obstacole. Pieptul este profund, iar umerii lungi și înclinați. Picioarele sunt puternice și musculoase, cu articulații largi și copite dure.
Selle français este, în general, murg sau roib, aceasta din urmă datorându-se originii sale în rasa anglo-normandă. Roba sură este mult mai puțin obișnuită, avându-și originea în pursângele englez și anglo-arabii care au contribuit la rasă. Semnele albe, cum ar fi albul în partea de jos a picioarelor, sunt destul de frecvente în cadrul rasei și tot sunt moștenite de la strămoșii normanzi. Temperamentul selle français este foarte diferit de la un cal la altul. Aceasta se datorează criteriilor de selecție pentru animalele de reproducție, care de la începutul s-au bazat pe capacitatea fizică. Cu toate acestea, în ultimii ani ANSF și crescătorii au lucrat la crearea unor criterii de selecție care să se concentreze pe caracter. Marea majoritate a selle français au caractere bune; liniștite, dar energice, răbdătoare și prietenoase. Se consideră că rasa este inteligentă și învață rapid.

## Istorie

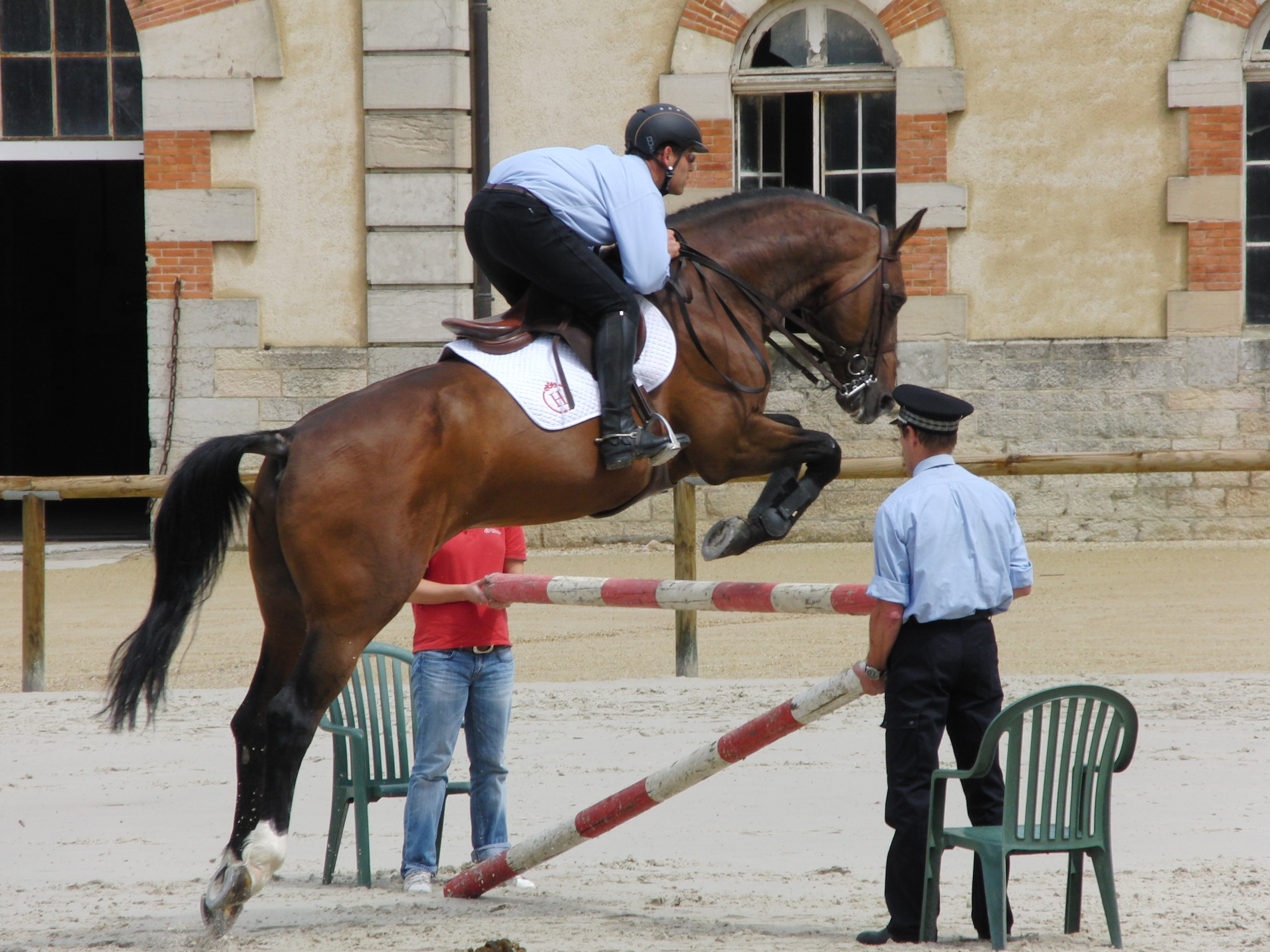
Prezentarea unui armăsar la Herghelia Cluny

Selle français se trage din caii francezi nativi. În Normandia secolului al XIX-lea iepele locale erau încrucișate cu armăsari pursânge englezi sau trăpași de Norfolk. Cele mai frecvente încrucișări erau între iepe locale folosite de militari, sau cele crescute pentru tragerea trăsurilor, și armăsarii pursânge englezi. În 1914 aceste tipuri au fost recunoscute drept cai demi-sang. Caii-metiși se găseau în multe regiuni franceze și diferite tipuri erau numite de obicei după regiunile în care erau crescute. Cele trei tipuri principale de cai francezi de călărie au fost anglo-normandul (crescut în jurul orașului Caen), demi-sang du Centre (crescut în jurul lui Cluny) și vendéen (crescut în jurul La Roche-sur-Yon).

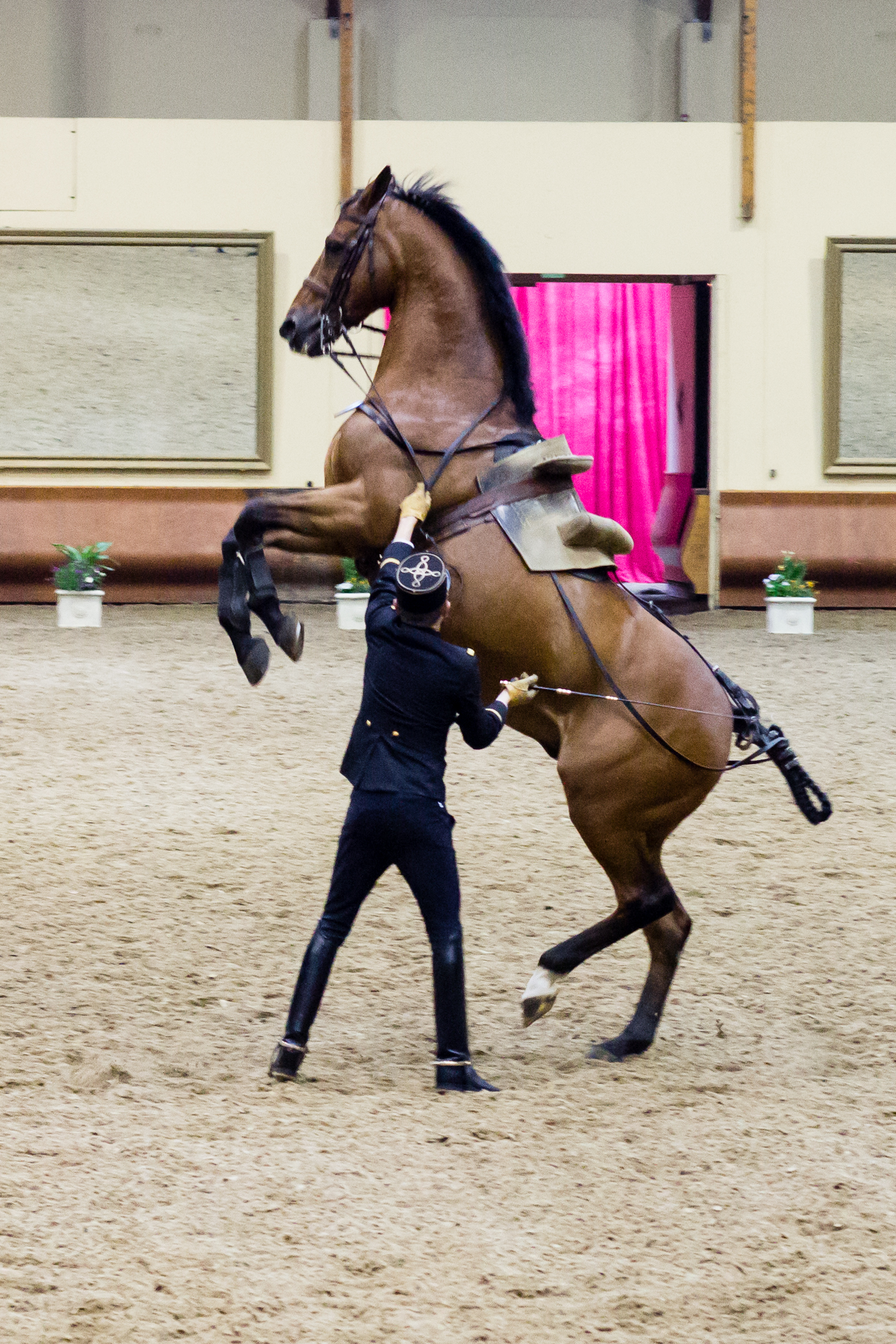
Un selle français antrenat pentru Cadre Noir

În 1958 „selle français” sau calul de sport francez a fost creat prin fuzionarea tuturor cailor-metiși regionali din Franța sub un singur nume. Tipurile combinate includeau anglo-normanzii, charolais (din regiunea Charolles) și vendéen. Fuziunea s-a efectuat pentru a crea un cal de sport care să răspundă nevoilor unei societăți mecanizate în care caii erau folosiți pentru agrement și sport. Primii selle français nu au fost omogeni ca tip, ci dispuneau o largă diversitate genetică, datorită varietății mari de cai locali încrucișați cu pusângele englez, anglo-arabii și trăpașii francezi. Cu toate acestea, originile normande au fost cele mai reprezentate deoarece anglo-normanzii au fost folosiți pentru reproducere în toată Franța.
De la crearea sa ca rasă selle français a fost selecționat exclusiv pentru sport. Din această cauză rasa s-a omogenizat și rafinat și de la crearea sa a  avut succes în sportul ecvestru internațional. În iulie 2003 Association national du selle français (ANSF sau Asociația Națională a Calului Francez de Călărie) a fost aprobată ca asociație de rasă. ANSF joacă un rol de advocacy cu părțile interesate și partenerii din lumea ecvestră și asigură o orientare adecvată a selecției și îmbunătățirii genetice în cadrul rasei. Creșterea selle français se concentrează în Normandia, în principal datorită originii sale. În 2009 existau 7.722 de crescătorii care au raportat activitate de reproducere a selle français, deși marea majoritate (în jur de 77 la sută) erau ferme foarte mici, cu o singură iapă. În 2008 s-au născut 7.638 de mânji selle français, care reprezentau 57% din totalul cailor de călărie crescuți în Franța. În 2009 au fost prăsite peste 13.500 de iepe selle français, dintre care 11.830 au fost împerecheate cu armăsari autorizați pentru a produce descendenți selle français. În același an erau 505 armăsari activi de această rasă.

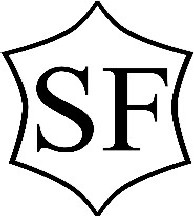
Marcaj selle français

Selle français este crescut în toată Franța și în străinătate, iar inseminarea artificială joacă un rol important în răspândirea rasei. Selle français a contribuit, de asemenea, la alte câteva rase din Europa, inclusiv rasele cu sânge cald holsteiner, zangersheide și oldenburger. ANSF are sucursale în mai multe țări. Cea din Regatul Unit, denumită Equicours, a înlesnit deschiderea unui registru genealogic britanic a selle français, iar ANSF-US gestionează cartea genealogică a rasei în Statele Unite. Brazilia, Argentina și Maroc au acorduri cu registrul francez ca să înscrie caii prăsiți în aceste țări.

## Utilizări

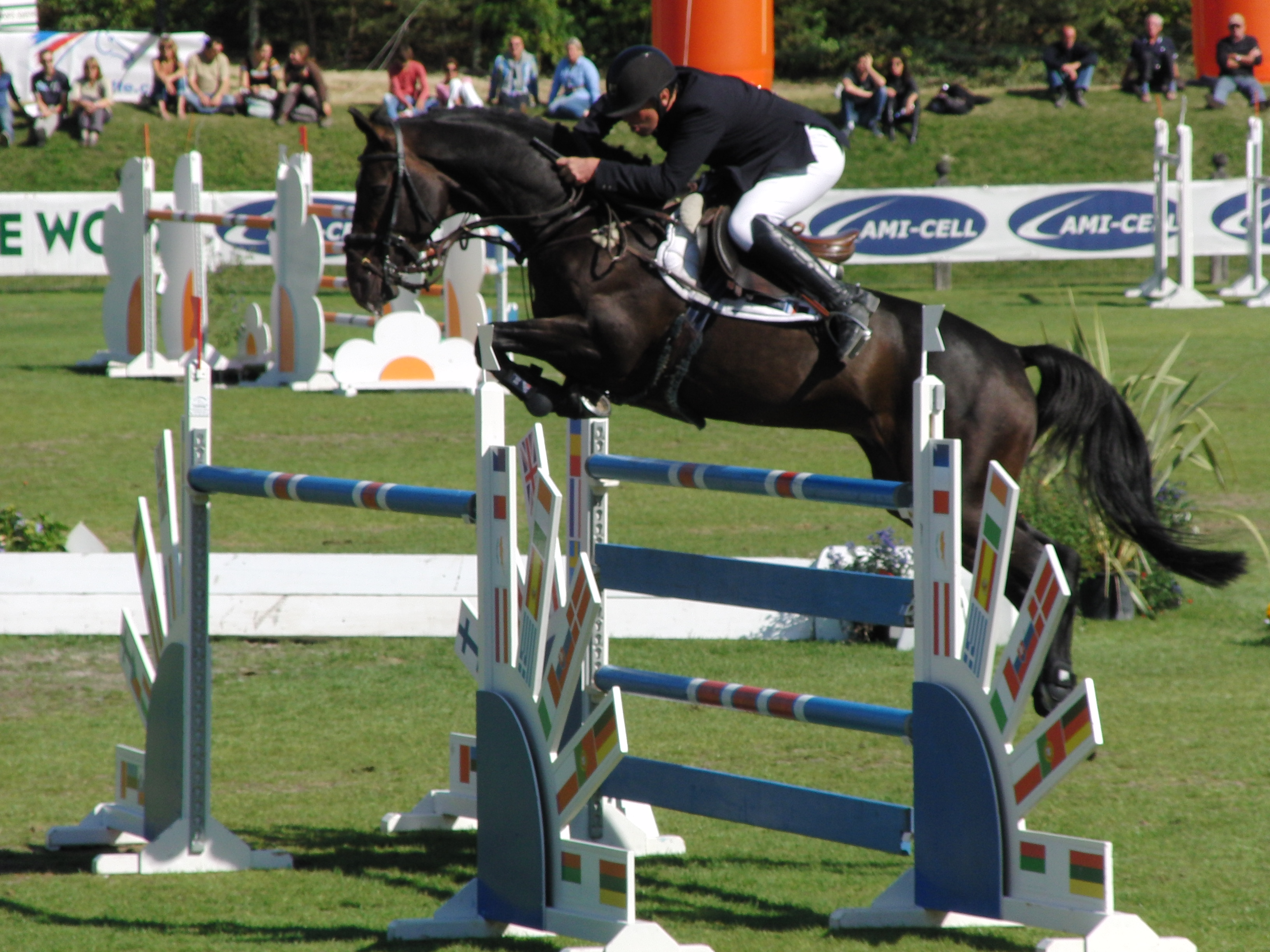
Selle Français la Campionatul Francez de obstacole din 2010

Selle français este un cal de sport francez, recunoscut acum la nivel internațional ca o rasă de top pentru sărituri peste obstacole și proba completă. Criteriile de selecție a animalelor de reproducție se concentrează pe abilitățile lor la sărituri. Obstacolele sunt un sport tehnic, care solicită cai vioi și receptivi, dar puternici. Caii cu o ereditate de pursânge englez mai pronunțată sunt foarte competitivi și în proba completă, unde viteza și rezistența sunt necesare pentru a avea succes în toate cele trei probe (dresaj, cros și obstacole). Datorită acestor calități selle français face parte din echipe internaționale la obstacole și la proba completă, atât în Franța, cât și în alte părți. În dresaj selle français s-a ameliorat treptat, dar s-a confruntat cu o concurență dură din partea raselor din nordul Europei, care adesea au aluri mai active. În plus, mulți crescători francezi își ghidează caii către sportul mai popular și mai profitabil al săriturilor peste obstacole, care uneori privează dresajul de cai buni. Federația Mondială a Crescătorilor de Cai de Sport (WBFSH) clasifică registrele genealogice ale raselor cu sânge cald pe baza succesului lor la proba completă, obstacole și dresaj. În 2013 ANSF s-a clasat pe locul 3 ca cel mai bun registru din lume la săriturile peste obstacole, depășit doar de rasele KWPN (olandeză) și BWP (belgiană), iar un cal selle français a fost plasat pe primul loc în lume. Registrul genealogic s-a clasat pe locul 6 în lume la proba completă, cu calul de top plasat pe locul 25. ANSF s-a clasat pe locul 19 la dresaj, bătută de multe dintre rasele de dresaj mai populare, inclusiv KWPN, hanoverieni și vestfalieni.
Institut français du cheval et de l'équitation (Institutul francez de echitație), École nationale d'équitation (Școala națională de echitație) și Cadre Noir folosesc în principal selle français. Caii tineri sunt selectați în funcție de abilitățile lor și sunt antrenați de elevii din cadrul școlilor. Caii care reprezintă Cadre Noir sunt selectați la vârsta de trei ani și sunt antrenați în funcție de abilitățile lor, unii atingând cele mai înalte niveluri de dresaj haute ecole. Selle français sunt utilizați și pentru competițiile de atelaje, voltijă și TREC și au concurat la nivel internațional în toate cele trei sporturi.
Selle français sunt utilizați în Franța și pentru producerea de cai de curse. Prin încrucișarea lor cu pursângele englez și anglo-arabi, se produc cai care sunt competitivi în steeplechase (curse peste obstacole). Acești cai sunt în general înregistrați ca AQPS (ceea ce înseamnă „altele decât pursânge englez”) în Franța. Registrul genealogic AQPS din Franța a fost creat în 2005; înainte de aceasta, unii cai de curse francezi de succes, în special cei care concurau în cursele de steeplechase, erau înregistrați ca selle français. Printre aceștia se numără Neptune Collonges, câștigător al cursei Grand National din 2012, și Quevega, câștigătoare sextuplă a cursei  David Nicholson Mares' Hurdle.